# 陶頼昭駅
陶頼昭駅（とうらいしょうえき）とは、中華人民共和国吉林省松原市扶余市陶頼昭鎮にある京哈線と陶舒線の駅。瀋陽鉄路局の管理下にあり、三等駅。

## 歴史
- 1904年　開業。

## 隣の駅
中国鉄路総公司
京哈線
姚家駅 - 陶頼昭駅 - 団山駅
座標: 北緯44度49分27秒 東経125度56分00秒 / 北緯44.8243度 東経125.9332度